# Campionato sudamericano maschile under 20 di calcio 2003
Il Campionato sudamericano di calcio Under-20 2003, 20ª edizione della competizione organizzata dalla CONMEBOL e riservata a giocatori Under-20, è stato giocato in Uruguay. Le quattro migliori classificate si sono qualificate per il Campionato mondiale di calcio Under-20 2003.

## Partecipanti
Partecipano al torneo le rappresentative delle 10 associazioni nazionali affiliate alla Confederación sudamericana de Fútbol:
| - Argentina under 20 - Bolivia under 20 - Brasile under 20 - Cile under 20 - Colombia under 20 |  | - Ecuador under 20 - Paraguay under 20 - Perù under 20 - Uruguay under 20 - Venezuela under 20 |

## Città
La Federazione calcistica uruguaiana scelse come luoghi deputati a ospitare la manifestazione le città di Montevideo, Maldonado e Colonia del Sacramento.

## Formato

### Fase a gironi
Le 10 squadre partecipanti alla prima fase sono divise in due gruppi da cinque ciascuno e si affrontano in un girone all'italiana con gare di sola andata. Passano al secondo turno le prime tre classificate in ogni gruppo.
In caso di arrivo a pari punti in classifica, la posizione si determina seguendo in ordine:
- Differenza reti;
- Numero di gol realizzati;
- Risultato dello scontro diretto;
- Sorteggio.

## Fase a gironi
Legenda
|  | Qualificata alla fase successiva |

### Gruppo 1
| Squadra          | P.ti | G | V | P | S | GF | GS | DR  |
| ---------------- | ---- | - | - | - | - | -- | -- | --- |
| Brasile under 20 | 12   | 4 | 4 | 0 | 0 | 15 | 0  | +15 |
| Uruguay under 20 | 9    | 4 | 3 | 0 | 1 | 10 | 4  | +6  |
| Ecuador under 20 | 6    | 4 | 2 | 0 | 2 | 4  | 6  | -2  |
| Bolivia under 20 | 3    | 4 | 1 | 0 | 3 | 3  | 12 | -9  |
| Perù under 20    | 0    | 4 | 0 | 0 | 4 | 3  | 13 | -10 |

| Arbitro: | Baldassi |

|                                                       |           |  |
| Daniel Carvalho 23’ André Bahia 63’ Dudu Cearense 66’ | Marcatori |  |

| Arbitro: | Chandía |

|                          |           |  |
| Valdez 40’ Rodríguez 88’ | Marcatori |  |

| Arbitro: | Invernizzi |

|                                         |           |                   |
| Rodríguez 3’ Martínez 13’ 51’ Diogo 45’ | Marcatori | 28’ (rig.) Farfán |

| Arbitro: | Duque |

| |           |  |
| Carlos Alberto 8’ Felipe Melo 10’ 18’ Dagoberto 20’ (rig.) 70’ Dudu Cearense 72’ William Júnior 88’ | Marcatori |  |

| Arbitro: | Baldassi |

|                         |           |  |
| Daniel Carvalho 25’ 76’ | Marcatori |  |

| Arbitro: | Brand |

|                                 |           |  |
| Jáuregui 23’ (aut.) Guerrón 29’ | Marcatori |  |

| Arbitro: | Duque |

|                                                    |           |  |
| Dagoberto 29’ (rig.) William Júnior 44’ Wendel 80’ | Marcatori |  |

| Arbitro: | Invernizzi |

|             |           |             |
| Arce 9’ 61’ | Marcatori | 68’ Guevara |

| Arbitro: | Chandía |

|                    |           |                   |
| Mina 78’ Borja 90’ | Marcatori | 89’ (rig.) Farfán |

| Arbitro: | Duque |

|                                                    |           |           |
| López 11’ A. Rodríguez 34’ Guerrero 46+’ Porta 64’ | Marcatori | 37’ Ortiz |

### Gruppo 2
| Squadra            | P.ti | G | V | P | S | GF | GS | DR |
| ------------------ | ---- | - | - | - | - | -- | -- | -- |
| Argentina under 20 | 9    | 4 | 3 | 0 | 1 | 7  | 3  | +4 |
| Colombia under 20  | 9    | 4 | 3 | 0 | 1 | 7  | 3  | +4 |
| Paraguay under 20  | 6    | 4 | 2 | 0 | 2 | 7  | 10 | -3 |
| Cile under 20      | 3    | 4 | 1 | 0 | 3 | 4  | 6  | -2 |
| Venezuela under 20 | 3    | 4 | 1 | 0 | 3 | 1  | 4  | -3 |

| Arbitro: | Vásquez |

|                                          |           |                     |
| B. López 39’ Ávalos 49’ D. López 63’ 65’ | Marcatori | 17’ Rubio 52’ Muñoz |

| Arbitro: | Tardelli |

|                           |           |                    |
| Cavenaghi 46+’ 82’ (rig.) | Marcatori | 92’ (rig.) Montaño |

| Arbitro: | Rivera |

|               |           |  |
| Cavenaghi 25’ | Marcatori |  |

| Arbitro: | Reinoso |

|            |           |  |
| Ávalos 37’ | Marcatori |  |

| Arbitro: | Aguilera |

|             |           |  |
| Estévez 38’ | Marcatori |  |

| Arbitro: | Reinoso |

|                    |           |  |
| Montaño 45’ (rig.) | Marcatori |  |

| Arbitro: | Rivera |

|                                |           |  |
| Briceño 75’ (aut.) Pinilla 90’ | Marcatori |  |

| Arbitro: | Vásquez |

|                             |           |              |
| Ruiz 15’ Acosta 26’ 47’ 74’ | Marcatori | 90’ D. López |

| Arbitro: | Reinoso |

|          |           |  |
| Ruiz 55’ | Marcatori |  |

| Arbitro: | Larrionda |

|                                           |           |            |
| Rivas 31’ Cavenaghi 41’ 69’ Rodríguez 55’ | Marcatori | 74’ Romero |

## Fase finale
| Squadra            | P.ti | G | V | P | S | GF | GS | DR  |
| ------------------ | ---- | - | - | - | - | -- | -- | --- |
| Argentina under 20 | 11   | 5 | 3 | 2 | 0 | 8  | 2  | +6  |
| Brasile under 20   | 10   | 5 | 3 | 1 | 1 | 8  | 5  | +3  |
| Paraguay under 20  | 9    | 5 | 2 | 3 | 0 | 8  | 6  | +2  |
| Colombia under 20  | 7    | 5 | 2 | 1 | 2 | 9  | 7  | +2  |
| Uruguay under 20   | 4    | 5 | 1 | 1 | 3 | 6  | 8  | -2  |
| Ecuador under 20   | 0    | 5 | 0 | 0 | 5 | 4  | 15 | -11 |

| Arbitro: | Mendonça |

|             |           |                |
| Olivera 32’ | Marcatori | 82’ Pisculichi |

| Arbitro: | Brand |

|                                      |           |         |
| Montaño 4’ Aguilar 9’ 28’ Araújo 92’ | Marcatori | 7’ Mina |

| Arbitro: | Chandía |

|                    |           |            |
| Carlos Alberto 20’ | Marcatori | 14’ Ávalos |

| Montevideo 19 gennaio 2003 | Paraguay | 2 – 1 referto | Uruguay | Stadio del Centenario |

| Maldonado 20 gennaio 2003 | Colombia | 2 – 3 referto | Brasile | Estadio Domingo Burgueño |

| Maldonado 20 gennaio 2003 | Argentina | 4 – 0 referto | Ecuador | Estadio Domingo Burgueño |

| Montevideo 22 gennaio 2003 | Uruguay | 2 – 1 referto | Ecuador | Stadio del Centenario |

| Maldonado 23 gennaio 2003 | Brasile | 0 – 1 referto | Argentina | Estadio Domingo Burgueño |

| Maldonado 23 gennaio 2003 | Colombia | 1 – 1 referto | Paraguay | Estadio Domingo Burgueño |

| Maldonado 25 gennaio 2003 | Ecuador | 0 – 2 referto | Brasile | Estadio Domingo Burgueño |

| Maldonado 25 gennaio 2003 | Colombia | 2 – 1 referto | Uruguay | Estadio Domingo Burgueño |

| Maldonado 25 gennaio 2003 | Paraguay | 1 – 1 referto | Argentina | Estadio Domingo Burgueño |

| Maldonado 28 gennaio 2003 | Brasile | 2 – 1 referto | Uruguay | Estadio Domingo Burgueño |

| Maldonado 28 gennaio 2003 | Ecuador | 2 – 3 referto | Paraguay | Estadio Domingo Burgueño |

| Maldonado 28 gennaio 2003 | Argentina | 1 – 0 referto | Colombia | Estadio Domingo Burgueño |

## Classifica marcatori
| Gol |  |  | Giocatore          | Squadra |
| --- |  |  | ------------------ | ------- |
| 8   |  |  | Fernando Cavenaghi |         |
| 6   |  |  | Dagoberto          |         |
| 4   |  |  | Dante López        |         |
| 4   |  |  | Erwin Ávalos       |         |
| 4   |  |  | Jaime Ruiz         |         |